# Заселення Америки

На карті Америки нанесені стоянки, які передували культурі Кловіса.

Заселення Америки — доісторичний процес, внаслідок якого людина потрапила до Америки й заселила її. Існує кілька моделей шляхів міграції людини, запропонованих антропологічною спільнотою. Питання того, як, коли і чому людина вперше увійшла до цієї частини світу представляє значний інтерес для антропологів і було приводом жарких дебатів протягом століть. Із новими відкриттями минулі гіпотези часто переоцінюються і будуються нові теорії, а остаточно питання залишається відкритим.

## Розуміння дебатів
Хронологія моделей міграції поділяється на дві школи думки. Одна школа вірить в «коротку хронологію», за якою перша хвиля переселення до Америки відбулася не раніше 14 — 16 тис. років тому. Табір «довгої хронології» вважає, що перша група людей прибула до західної півкулі набагато раніше, можливо 20 — 50 тис. років тому, і, можливо, за нею послідували інші послідовні хвилі мігрантів.
Одним з чинників, що підтримує жаркі дебати, — уривчастість археологічних свідоцтв найраніших періодів існування людини як в Північній, так і в Південній Америці. Північно-американські знахідки загалом відображають класичний комплекс культурних свідоцтв, відомий як культура Кловіс, який вдається прослідкувати як мінімум на 13 500 років тому, ці свідоцтва знайдені практично на всій території Північної і Центральної Америки.
Південно-американські культурні знахідки, з іншого боку, не розділяють ту ж послідовність і проявляють різноманітніші культурні зразки. Тому багато археологів вважають, що модель Кловіс нерелевантна для Південної Америки, закликаючи до створення нових теорій для пояснення доісторичних знахідок, які не укладаються в культурний комплекс Кловіс. Деякі теоретики розвивають панамериканську модель колонізації, яка об'єднує як північноамериканські, так південноамериканські археологічні знахідки.

## Теорія сухопутного мосту

### Огляд теорії
«Класична» теорія сухопутного мосту, також відома як теорія Берингової протоки або «теорія короткої хронології», була загальноприйнятою починаючи з 1930-х років. Ця модель міграції на територію західної частини Північної Америки пропонує, що група людей перейшла з Сибіру на Аляску, відстежуючи міграцію великого тваринного стада. Вони могли перетнути протоку, що зараз розділяє два континенти, сухопутним мостом, відомим як Берингів сухопутний міст, який знаходився на місці сучасної Берингової протоки протягом останнього льодовикового періоду, останньої стадії Плейстоцену, що почалася приблизно 50 тис. років тому і закінчилася приблизно 10 тис. років тому, коли океанський рівень був на 60 м нижче, ніж сьогодні. Ця інформація зібрана, використовуючи записи ізотопів кисню глибоководних відкладень. Сухопутний міст, який відкрився протягом цього періоду між Сибіром і західним узбережжям Аляски, мав ширину як мінімум 1 600 км. За даними археологічних свідчень, зібраних на території Північної Америки, було зроблено висновок, що група мисливців перетнула Берингову протоку щонайменше 12 тис. років тому і могла врешті-решт досягти південної точки Південної Америки 11 тис. років тому.
Беручи за основу розповсюдження американських мов і мовних сімей, рух племен відбувався вздовж передгір'їв Скелястих гір і в напрямку на схід через Великі Рівнини до атлантичного узбережжя, якого племена досягли приблизно 10 тис. років тому.

### Культурний комплекс Кловіс
Культура мисливців на велику здобич, відома як Культура Кловіс, перш за все відома наконечниками метальних дротиків, висічених з каменя. Культура отримала свою назву від назви містечка Кловіс в штаті Нью-Мексико, де в 1932 році були знайдені перші зразки інструментів цього культурного комплексу. Культура Кловіс була поширена на більшій частині Північної Америки, а окремі зразки її знаряддя знайдені навіть в Південній Америці. Культура легко виділяється характерною формою «наконечників Кловіс», зубчастих наконечників дротиків, висічених з кременя, що вставлялися у дерев'яний держак.
Датування матеріалів культури Кловіс було проведено за допомогою аналізу тваринних кісток з використанням методів вуглецевого датування. Тоді як перші результати давали вік періоду розквіту в 11 500 — 11 000 років тому, недавні повторні експертизи матеріалів Кловіс, використовуючи вдосконалені радіовуглецеві методи, дали результати між 11 050 і 10 800 років тому. Тобто за цими даними, розквіт культури відбувся дещо пізніше і протягом коротшого періоду часу, ніж вважалося раніше. Майкл Р. Вотер (Техаський Університет A&M) і Томас В. Стаффорд, власник приватної лабораторії в місті Лафаєтт (Колорадо) і експерт радіовуглецевих методів датування, загалом прийшли до висновків, що щонайменш 11 з 22 ділянок Кловіс є «проблематичними», включаючи ділянку біля містечка Кловіс, і не можуть використовуватися для датування через забруднення старішим матеріалом, хоча ці висновки і не знайшли загальної підтримки серед археологів.

## Виноски
1. ↑  National Genographic. «Atlas of the Human Journey.» 2005. May 2, 2007. Архів оригіналу за 5 квітня 2008. Процитовано 11 грудня 2007.

## Інтернет-ресурси
- Історія, яку затирали століттями: хто жив у США до білих
- Кривава історія США: Чому Вбивали Індіанців